# Distretto di Tôgrôg (Ôvôrhangaj)
Il distretto di Tôgrôg  è uno dei diciannove distretti (sum) in cui è suddivisa la provincia del Ôvôrhangaj, in Mongolia. Conta una popolazione di 2.689 abitanti (censimento 2008). 